# سوسمار خارپا
سوسمار خارپا یا مارمولک خارپا (نام علمی: Acanthodactylus erythrurus) نام یک گونه از سرده سوسمار انگشت‌ریشه‌دار است.